# 太平園駅
太平園駅（たいへいえんえき、中国語：太平园站、英語：Taipingyuan Station）は中国四川省成都市武侯区にある、成都地下鉄3号線と7号線と10号線の駅。

## 概要
この駅は佳霊路と中環路武陽大道段の交差点にあり、2016年7月31日に3号線、2017年12月6日に7号線、10号線が2017年9月6日に開業した。駅名の由来となった『太平園』は1912年に太平菩薩を祀ったという古いお寺で、周辺にあったが現在は存在しない。建設期間中の仮駅名は「紅牌樓南駅」。当駅は西博城駅が開業するまで、成都地下鉄での工事規模が最も大きく、最も複雑な構造の駅だった。

## 歴史
- 2016年7月31日 - 3号線開業に伴い、当駅3号線のりば開業[1]。
- 2017年9月6日 - 10号線開業に伴い、当駅10号線のりば開業[3]。
- 2017年12月6日 - 7号線開業に伴い、当駅7号線のりば開業[2]。

## 駅構造
地下二階は相対式ホーム2面2線・島式ホーム1面2線で、地下三階は島式ホーム1面2線の地下駅。
| 地上      |                                             | 出入口                            |              |
| 地下 一階 | 駅ロビー                                    | 安全検査、券売機、駅売店          |              |
| 地下 二階 | 相対式ホーム                                | 相対式ホーム                      | 相対式ホーム |
| 地下 二階 | ■10号線 双流機場2航站楼方向（次の駅：簇錦） |                                   |              |
| 地下 二階 | ■10号線 （終点）                            |                                   |              |
| 地下 二階 | 相対式ホーム                                |                                   |              |
| 地下 二階 | ■3号線 軍区総医院方向 （次の駅：紅牌楼）    |                                   |              |
| 地下 二階 | 島式ホーム                                  |                                   |              |
| 地下 二階 | ■3号線 双流西站方面（次の駅：川蔵立交       |                                   |              |
| 地下 三階 |                                             | ■7号線 外回り （次の駅:高朋大道） |              |
| 地下 三階 | 島式ホーム                                  |                                   |              |
| 地下 三階 | ■7号線 内回り （次の駅:武侯大道）           |                                   |              |

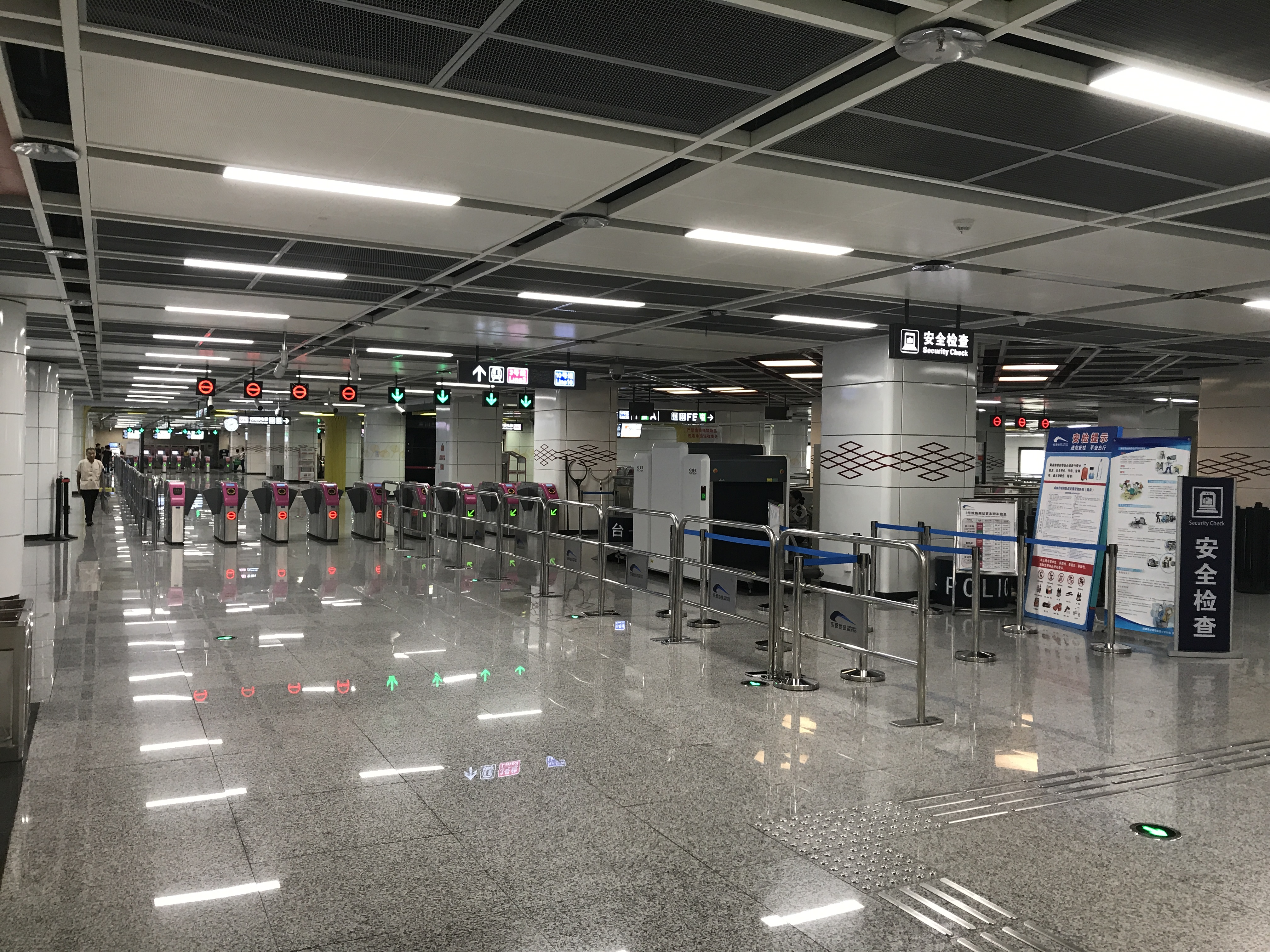
一階通路
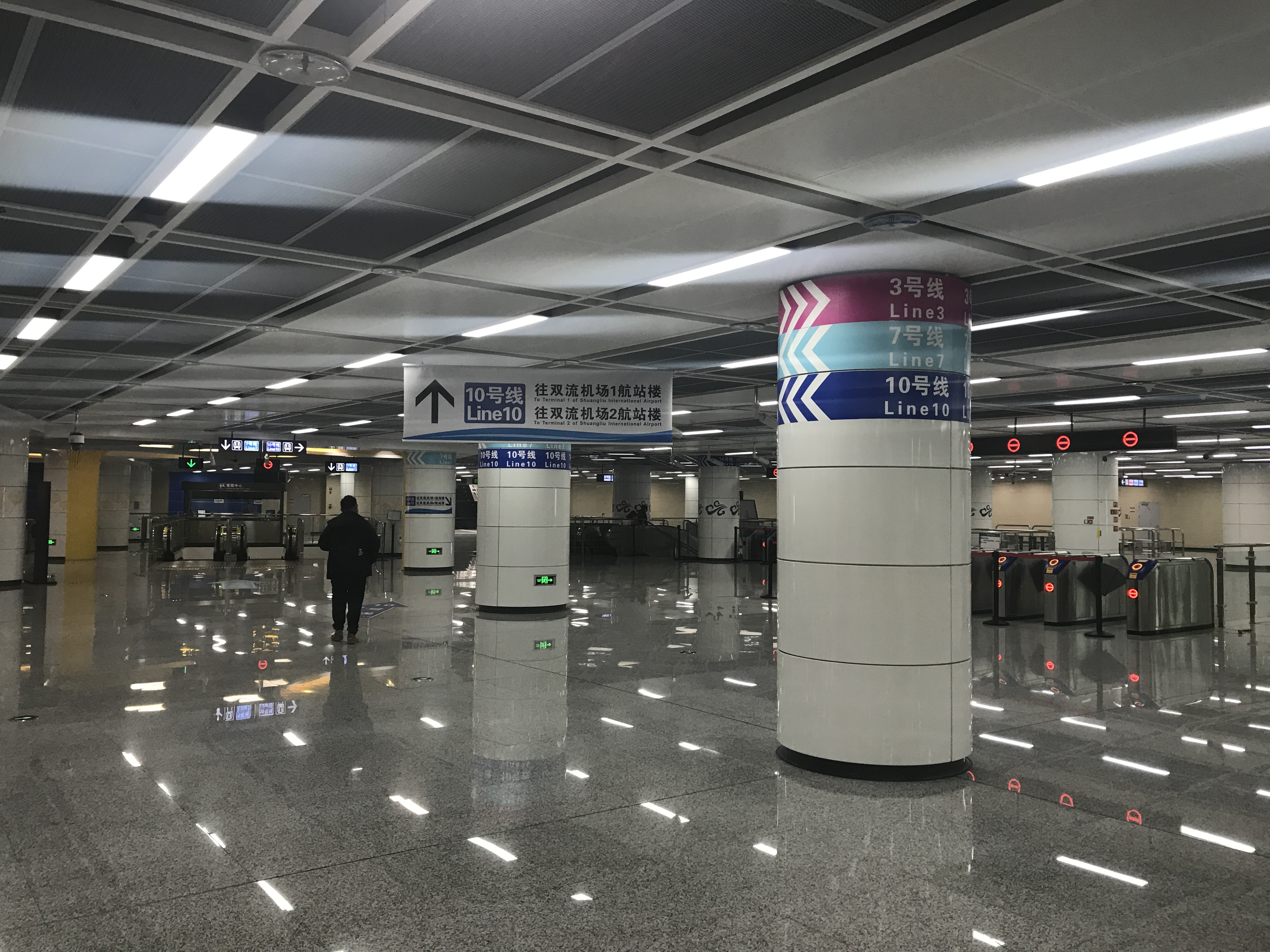
改札
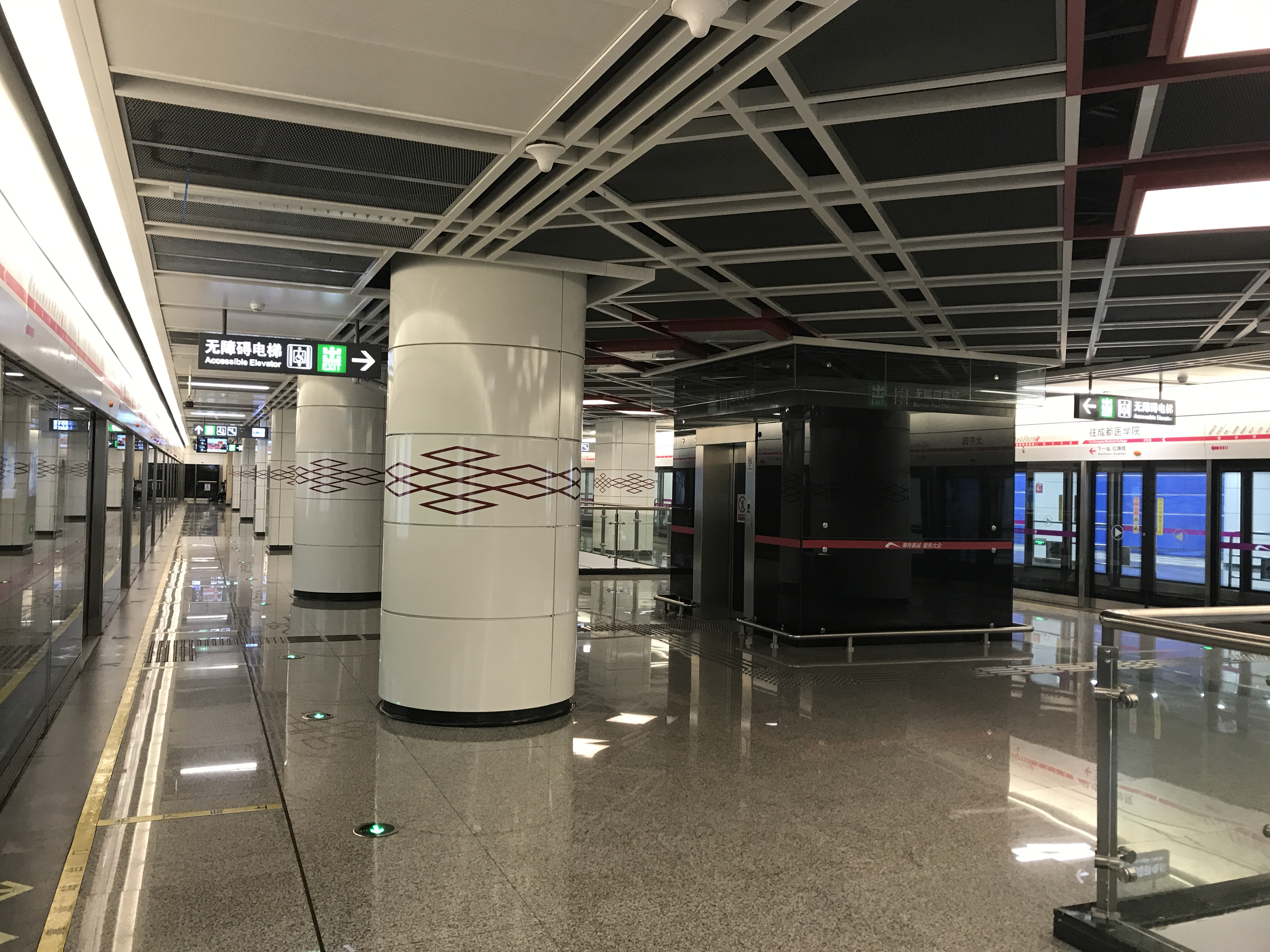
3号線ホーム
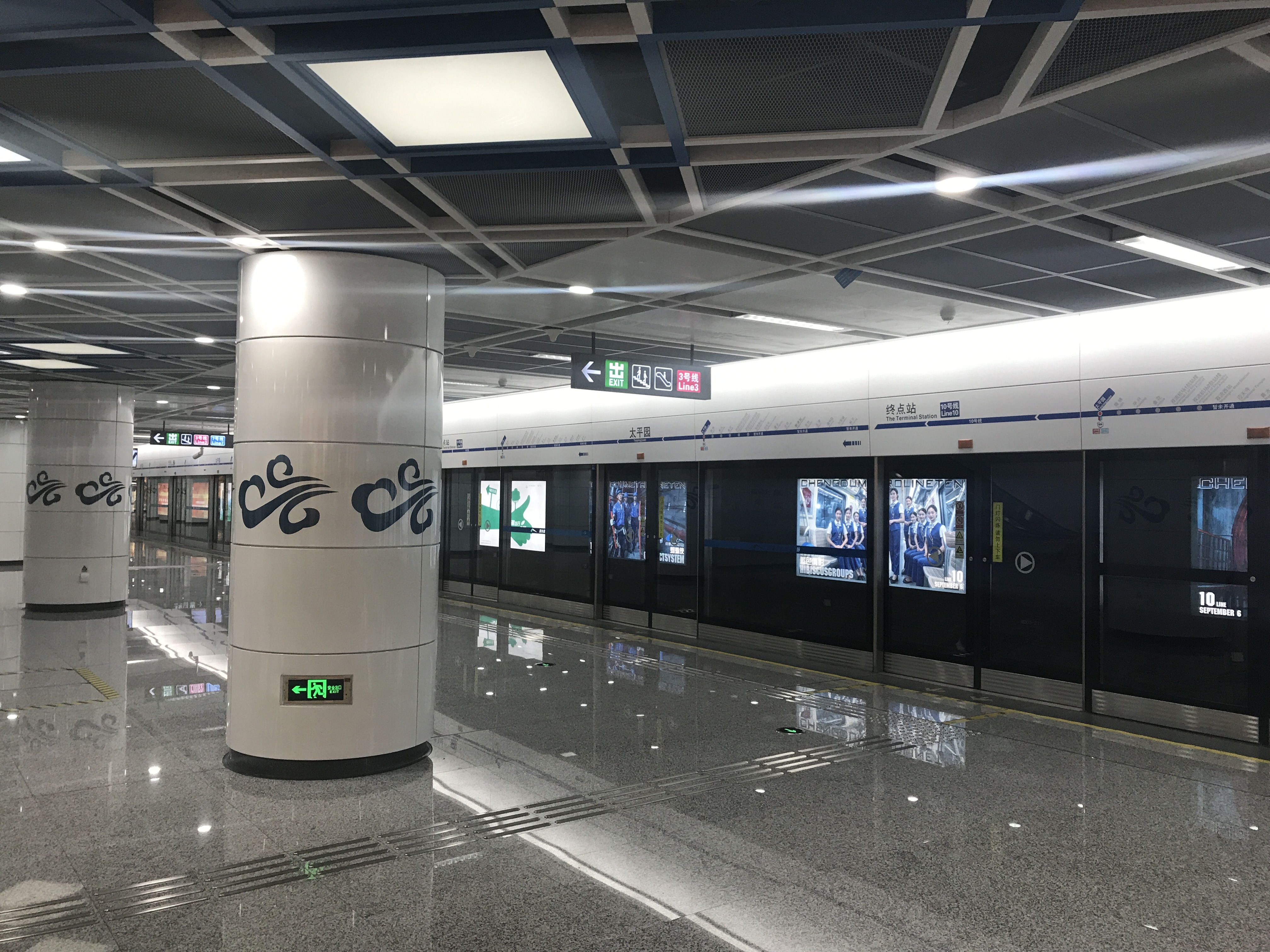
10号線ホーム
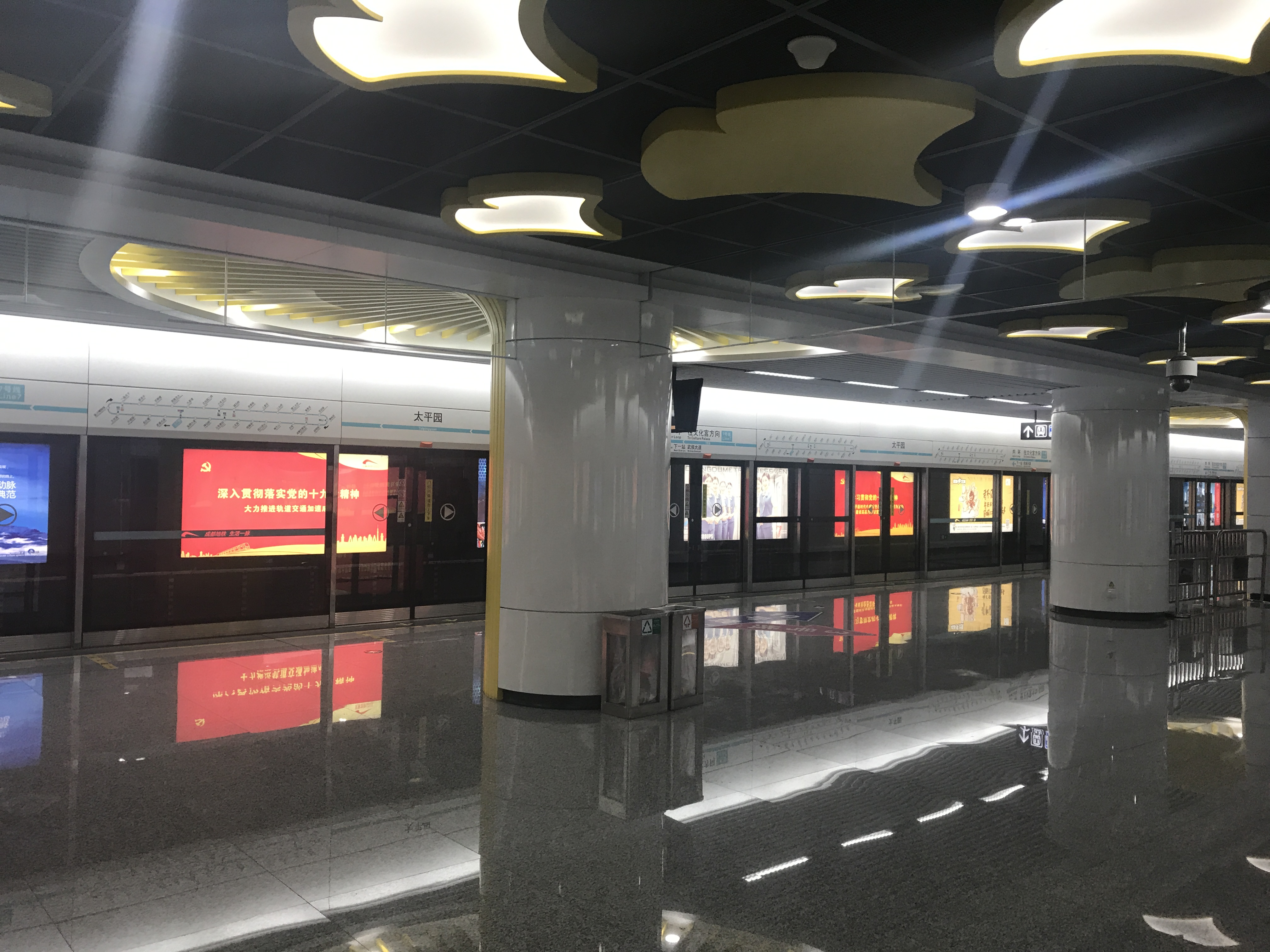
7号線ホーム

## 出入口
出入口は6つある。
|                                               |      |                  |                                                                      |
| 出入口番号                                    | 設備 | 場所             | 出入口付近                                                           |
| 出口 · A                                      |      | 佳靈路輔路       | 四川省動物衛生監督所、太平園國際家居博覽中心、西南民族大学太平园校区 |
| 出口 · E                                      |      | 佳靈路           | 四川省交通管理学校                                                   |
| 出口 · F                                      |      | 佳靈路           | 成都永豊汽配商城                                                     |
|                                               |      |                  |                                                                      |
| 出入口番号                                    | 設備 | 場所             | 出入口付近                                                           |
| 出口 · B                                      |      | 中環路武陽大道段 | 天邑華庭                                                             |
| 出口 · C                                      |      | 中環路武陽大道段 | 下一站都市                                                           |
| 出口 · D                                      |      | 佳靈路           | 富臨美麗天城、西南汽配商城                                           |
| 注： エレベーター \| 車椅子の昇降台 \| トイレ |      |                  |                                                                      |

## 隣の駅
成都地下鉄
■3号線
紅牌楼駅 - 太平園駅 - 川蔵立交駅
■7号線
高朋大道駅 - 太平園駅  - 武侯大道駅
■10号線
太平園駅 - 簇錦駅